# Alpha Oumar Djalo
Alpha Oumar Djalo (9 de junho de 1995) é um judoca francês. Foi medalhista de ouro nos Jogos Olímpicos de Verão de 2024 em Paris.
Djalo ganhou uma medalha no Campeonato Mundial de Judô de 2019.
Nascido na França, Djalo é filho de pai senegalês e mãe guineense.